# Španělský vzdělávací systém

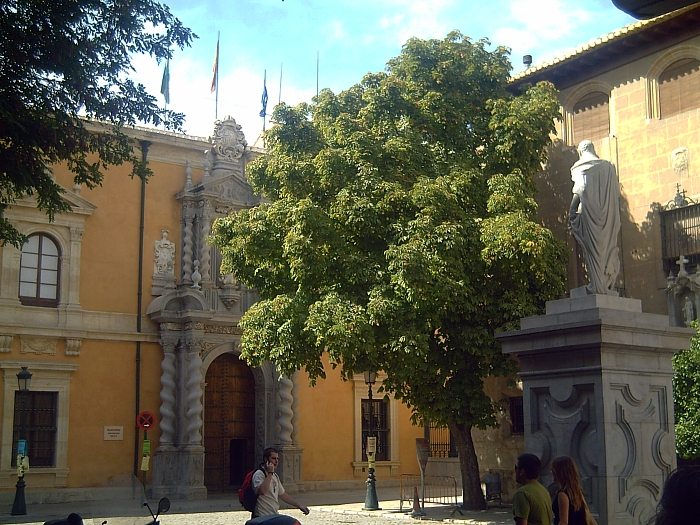
Univerzita v Granadě

Španělský vzdělávací systém (španělsky el sistema educativo nacional de España) je decentralizovaný. Kompetence jsou rozděleny mezi státní ústřední správu a orgány autonomních oblastí. Ústřední správa vzdělání vykonává vládní moc ve vzdělávací politice a upravuje základní prvky systému pro regionální školské úřady, které je nadále rozvíjejí různými předpisy. Regionální školské úřady mají výkonnou a správní pravomoc v řízení vzdělávacího systému na svém území. Školy samotné potom mají pedagogickou, organizační a manažerskou samostatnost. Školství je financováno z veřejného rozpočtu ze 75 %, 25 % škol je soukromých. Z celkového počtu 4968 škol je 53,2 % církevních.

## Popis
Španělský vzdělávací systém je založen na režimu obecného a speciálního vzdělání (LOGSE). Povinná školní docházka je zde o 6 do 16 let pro všechny osoby, které žijí na území Španělska. Do obecného vzdělání spadá školství předškolní, primární, sekundární, vyšší odborné a univerzitní. Do speciálního vzdělání následně spadá vzdělání umělecké, celoživotní, jazykové a vyrovnávací. Zmíněné sekundární školství se dále dělí na povinné sekundární školství, Bachillerato a střední odborné vzdělání.

## Členění

### Předškolní stupeň
Jedná se o první zařazení občana do vzdělávacího systému.Týká se dětí do 6 let. Tento stupeň vzdělání není povinný a je rozdělen do dvou etap. První je do tří let věku dítěte a druhá do šesti let. Vzhledem k tomu, že docházka není povinná dává tento stupeň vzdělání alespoň značný základ do sociálního života, na rozdíl od domácího vzdělání a tím ukazuje svoji důležitost.

### Primární školství
Jde o první úroveň vzdělávání povinného. Navštěvují jej tedy všichni občané Španělska ve věku 6 až 12 let. Toto vzdělání je rozděleno do tří cyklů po dvou letech.

### Sekundární školství
- Povinné sekundární vzdělání

Člení se na 4 kurzy po jednom roce, pro studenty ve věku 12-16 let. Toto vzdělávání zahrnuje dva roky rozšířené obecné výuky dle (LOGSE) a následuje etapa dle výběru a preferencí studenta. Při úspěšném splnění všech předmětů získá student titul dokazující dokončení sekundárního školství - Graduado en Educación Segundaria, na základě kterého se může již dobrovolně přihlásit na Bachillerato nebo na střední odborné vzdělání. Povinné sekundární školství je základem odborného vzdělání, není ale přípravou pro výkon jedné určité profese, předpokládá se tedy následující studium.  Pro studenty, kteří nesplní všechny předměty a neukončí titulem Graduado en Edu. Segundaria jsou připraveny programy sociálních garancí, tak aby se mohli zapojit do aktivního života, případně jim bylo umožněno středí odborné vzdělání.
- Bachillerato

Jedná se o následný stupeň sekundárního vzdělání trvající 2 roky a to od 16 do 18 let věku studenta. Studenti, kteří získají pozitivní hodnocení ze všech předmětů studovaného oboru, obdrží titul Bachiller, díky kterému poté mohou pokračovat k vyššímu odbornému vzdělání nebo vzdělání na univerzitách. Tento stupeň byl navržen přímo pro studenty, kteří mají zájem o studium na univerzitách.
- Střední odborná škola

Odborná příprava pro výkon povolání zahrnující také praxi v podnicích. Pro případ, že student po povinném sekundárním vzdělání již nechce pokračovat ve studiu Bachillerato, poslouží právě střední odborné vzdělání. Pro přijetí je zapotřebí titul Graduado en Educación Segundaria. Při úspěšném dokončení se předpokládá věk 18 let a student obdrží titul Técnico daného oboru.

### Vyšší odborné vzdělávání
Pro studium na vyšších odborných školách je podmínkou titul Bachiller. Při nástupu zájemce prokáže na základě testu znalostí úroveň vzdělání. Studium je dvouleté, zakončené titulem Técnico superior v daném oboru, běžně jej studenti dokončují ve věku 20 let.

### Univerzitní školství
Jedná se o následné vzdělávání s podmínkou již získaného titulu Bachiller. Dle podmínek evropského univerzitního vzdělání byly od roku 2010 redukovány univerzitní tituly ve Španělsku na titul Grado, pro jehož získání zájemci studují v délce 3 až 4 roky, jedná se o titul srovnatelný s naším titulem bakalář. Následně titul Máster, pro jehož získání musí být zájemce již držitelem titulu Grado a čeká ho další studium v délce 1 až 2 let. Jako poslední titul je Doctorado, pro jehož získání je třeba již vlastnit titul Máster a studovat další 1 až 2 roky.

### Speciální školství
Jedná se o rozšíření možnosti vzdělávání v oblasti umění, jazyků atd., je závislé na vládě.  Slouží k rozšíření služeb umožňujících uspokojování potřeb populace.
- Umělecké vzdělávání

V oboru vzdělávání tance a hudby se dělí do tří úrovní, na základní, střední a pokročilou. Základní úroveň se týká studentů od 8 do 12 let, kteří prokážou způsobilost a cit pro hudbu a získají certifikát. Střední úroveň je již obstarána zkouškou a titulem Bachiller a pokročilá úroveň má stejnou úroveň jako univerzitní vzdělání. V oboru dramatických umění se jedná pouze o vyšší odborné vzdělání ukončené titulem Superior de Arte Dramático. U oboru sochařství a designu se jedná o střední odborné a vyšší odborné vzdělání, nastupující tedy musí mít titul Graduado povinného sekundárního školství. V oboru restaurátorství se jedná o univerzitní studium.
- Celoživotní vzdělávání

Celoživotní vzdělávání je jedna z nejmodernějších součástí vzdělávacího systému, která napomáhá gramotnosti a absenci studování v dospělém věku, napomáhá rozvoji osobnosti a porozumění sobě samotnému. Využívá se především pro osobní a profesní rozvoj. Nabízí také dálkovou a denní formu studia.
- Jazykové vzdělávání

Jsou provozovány oficiálními jazykovými školami, pro nástup do studia je nutné mít titul Graduado povinného sekundárního školství, úspěšné dokončení je stvrzeno certifikátem.
- Vyrovnávací a speciální školy

Vyrovnávací a speciální školy jsou školy pro studenty se speciálními potřebami na individuální pedagogický přístup, pro studenty s poruchami a nemocemi, které nějakým způsobem ovlivňují přirozený rozvoj.